# Frode Løberg
Frode Løberg (* 23. Januar 1963 in Elverum) ist ein früherer norwegischer Biathlet.
Frode Løberg war für Elverum IL aktiv. Er gehörte in der zweiten Hälfte der 1980er und der ersten Hälfte der 1990er Jahre zur norwegischen Biathlonspitze und zur erweiterten Weltspitze des Sports. Erstes Großereignis wurden die Olympischen Winterspiele 1988 in Calgary, bei denen der Norweger in allen drei Rennen zum Einsatz kam. Im Einzel belegte er Platz 20, wurde 14. im Sprint und mit Geir Einang, Gisle Fenne und Eirik Kvalfoss Staffel-Sechster. Bei den Biathlon-Weltmeisterschaften 1989 in Feistritz an der Drau wurde er 28. im Sprint und 43. des Einzels. In ähnliche Bereiche lief er auch 1990. Beim Einzel in Minsk wurde er 43., in Oslo beim Sprint 36. und in der Mannschaft mit Einang, Sverre Istad und Fenne Sechster. Beim Staffelrennen in Kontiolahti verpasste Løberg mit Einang, Fenne und Kvalfoss als Viertplatzierter um nicht einmal vier Sekunden eine Medaille gegen die DDR. Seinen größten Erfolg bei einem Großereignis erreichte der Norweger bei der WM 1991 in Lahti, bei der er mit Istad, Jon Åge Tyldum und Ivar Ulekleiv im Mannschaftsrennen hinter Italien die Silbermedaille gewann. 1992 brachte die zweite Teilnahme an Olympischen Winterspielen. Løberg wurde Achter im Einzel und mit Einang, Fenne und Kvalfoss Fünfter im Staffelrennen. Bei den in Nowosibirsk ausgetragenen Weltmeisterschaften 1992 mit den nichtolympischen Mannschaftsrennen wiederholte er mit Tyldum, Sylfest Glimsdal und Fenne seinen Erfolg aus dem Vorjahr und wurde hinter dem Vereinigten Team Vizeweltmeister. Im Biathlon-Weltcup erreichte Løberg regelmäßig die Punkteränge, vielfach kam er auch unter die besten Zehn. Bestes Resultat wurde ein dritter Rang, den er 1990 bei einem Sprint in Ruhpolding erreichte.
National gewann Løberg zwischen 1988 und 1994 elf Medaillen, darunter vier Titel. Die ersten Titel gewann er 1989 in Sørskogsbygda im Einzel und im Sprint. 1990 wiederholte er den Titelgewinn im Einzel in Voss. Den letzten Titel gewann er 1994 mit der Mannschaft der Region Hedmark. Zu seinen Hedmarker Mannschaftskollegen, mit denen er weitere Medaillen in Staffel- und Mannschaftsrennen gewann, gehörten unter anderem Kjetil Sæther, Kjetil Storsveen, Tommy Olsen und Øivind Nerhagen.

## Weltcup-Platzierungen
Die Tabelle zeigt alle Platzierungen (je nach Austragungsjahr einschließlich Olympische Spiele und Weltmeisterschaften).
- 1.–3. Platz: Anzahl der Podiumsplatzierungen
- Top 10: Anzahl der Platzierungen unter den ersten zehn (einschließlich Podium)
- Punkteränge: Anzahl der Platzierungen innerhalb der Punkteränge (einschließlich Podium und Top 10)
- Starts: Anzahl gelaufener Rennen in der jeweiligen Disziplin
- Staffel: inklusive Mixed-Staffel

| Platzierung                               | Einzel | Sprint | Verfolgung | Massenstart | Team | Staffel | Gesamt |
| ----------------------------------------- | ------ | ------ | ---------- | ----------- | ---- | ------- | ------ |
| 1. Platz                                  |        |        |            |             |      |         |        |
| 2. Platz                                  |        |        |            |             | 2    |         | 2      |
| 3. Platz                                  |        | 1      |            |             |      |         | 1      |
| Top 10                                    | 5      | 6      |            |             | 3    | 3       | 17     |
| Punkteränge                               | 10     | 10     |            |             | 3    | 3       | 26     |
| Starts                                    | 15     | 16     |            |             | 3    | 3       | 37     |
| Stand: Karriereende, Daten nicht komplett |        |        |            |             |      |         |        |